# Dragonja, Piran
Dragonja este o localitate din comuna Piran, Slovenia, cu o populație de 296 de locuitori.